# Musée viking d'Haithabu
Le Musée viking de Haithabu (en allemand : Wikinger Museum Haithabu) est un des musées régionaux du Schleswig-Holstein (Château de Gottorf) situé à Busdorf en Allemagne. Le musée est consacré à l'archéologie de l'âge des Vikings et à l'histoire de la colonie viking de Haithabu, aujourd'hui Hedeby était un comptoir commercial situé au sud du Danemark, près de la frontière carolingienne et fondé par le roi Gotfrid en 808-809. Cet ancien port danois a été rattaché à l'Allemagne en 1864. Le musée est situé près du site des fouilles archéologiques.
La collection permanente du musée présente les objets découverts durant les fouilles. La pièce la plus spectaculaire est une réplique d'un bateau viking nommé Haithabu 1 (ou Hedeby 1) avec le vestige du bateau original trouvé dans le port d'Haithabu.
À 600 m du musée, se trouve aussi sept maisons viking reconstituées.

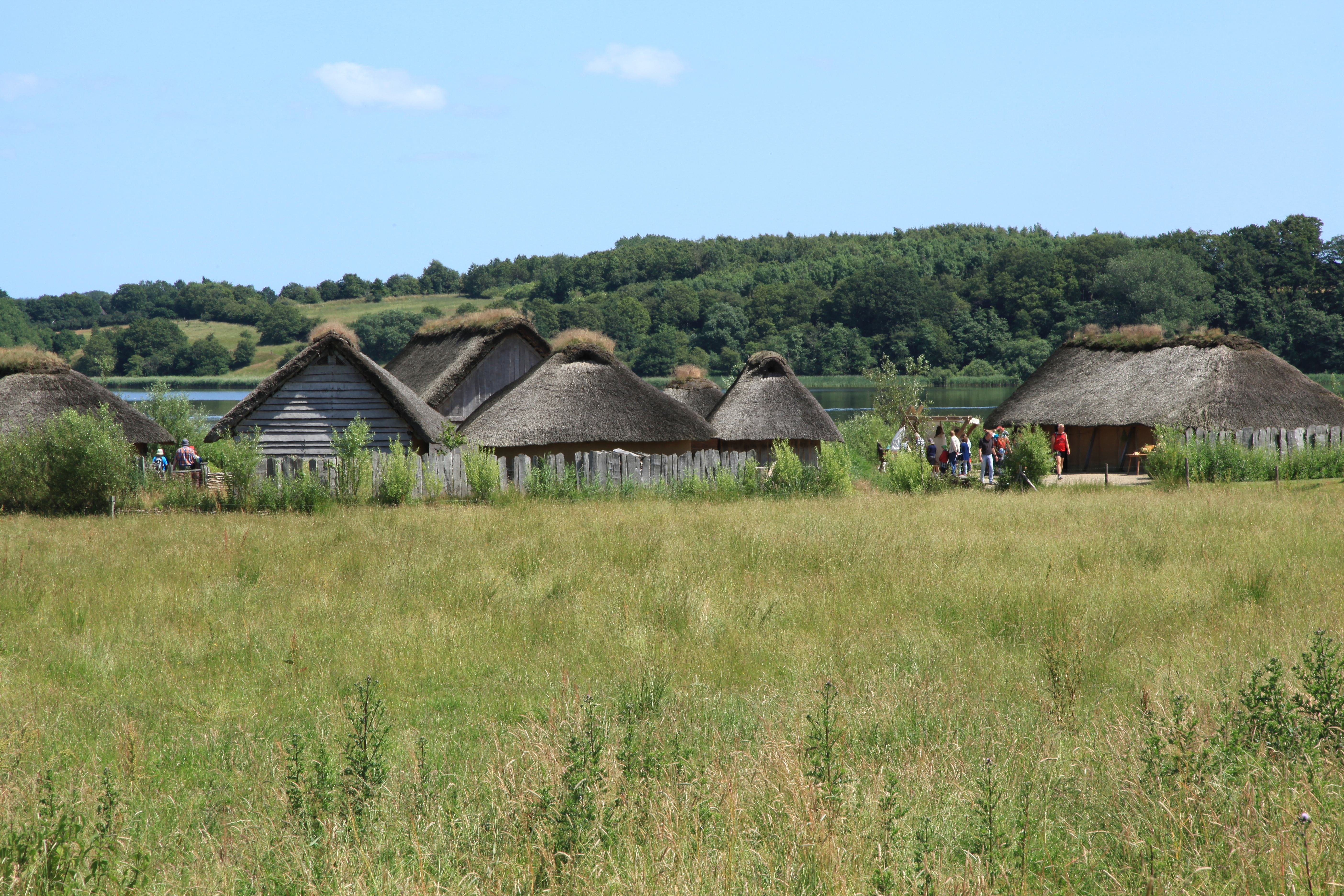
Les maisons reconstituées